# Чемпіонат Європи з футболу 1968
Чемпіона́т Євро́пи з футбо́лу 1968 — третій Чемпіонат Європи з футболу, та перший з офіційним статусом. Турнір проходив з 5 по 10 червня 1968 року в Італії. Формат змагань пережив зміни і порівняно з попереднім систему плей-оф було замінено на попередні відбірні етапи, які діють дотепер. Однак все ж формула проведення чемпіонату не так різко відрізнялася від колишньої.
Першість зберегла три етапи. Спочатку проходили групові турніри, у яких команди грали на своєму й чужому полях. Потім вісім переможців утворили згідно з жеребом пари й зустрілися між собою двічі за олімпійською системою, аби визначити четвірку. Саме останні чотири й зібралися на тиждень в одній із країн і за олімпійською системою визначили чемпіона Європи.

## Учасники

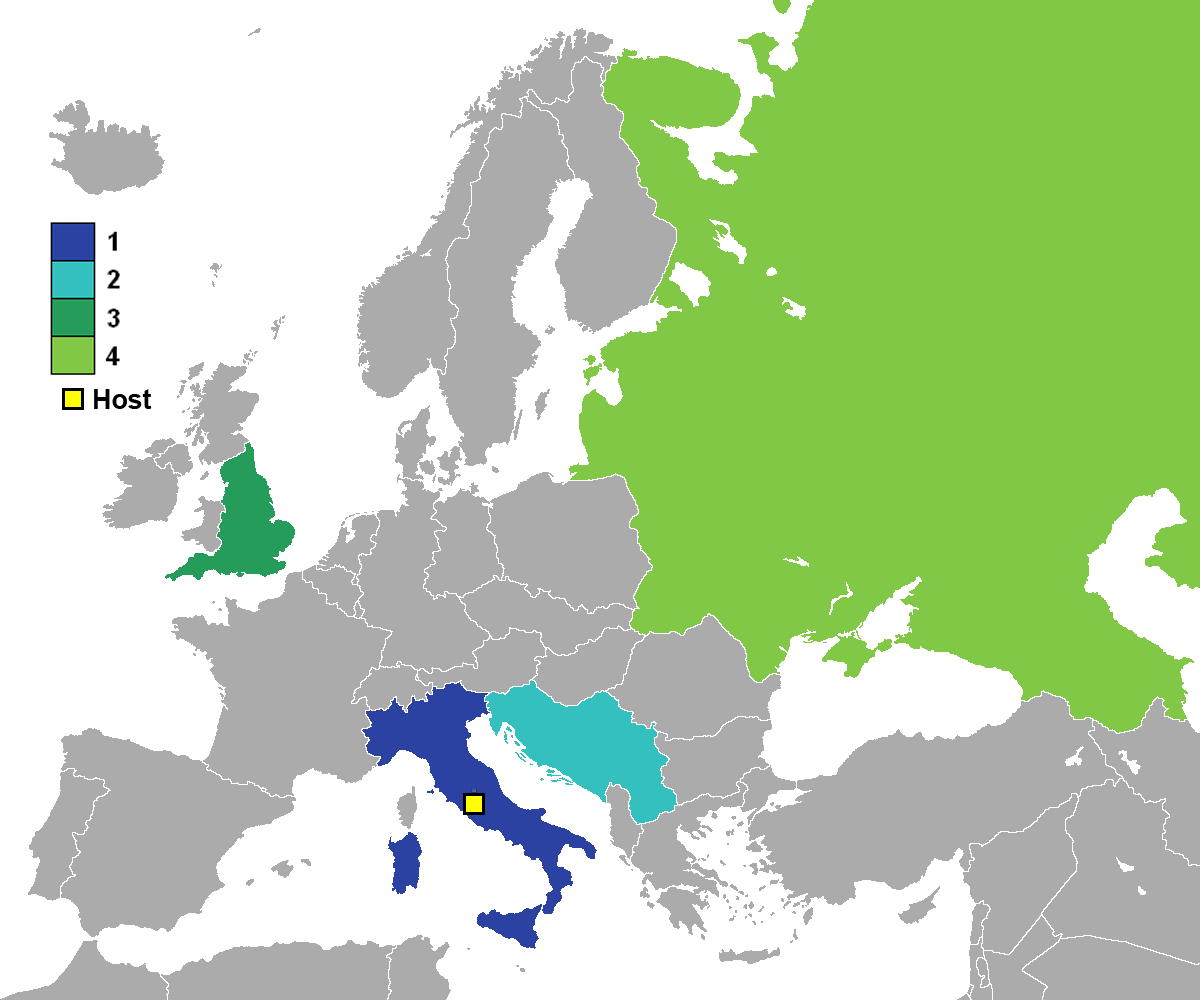
Фіналісти Євро 1968

До фінальної частини турніру пройшли чотири збірні:
- Англія
- Італія
- СРСР
- Югославія

## Стадіони
| Рим               | Неаполь           | Флоренція         |
| ----------------- | ----------------- | ----------------- |
| Стадіо Олімпіко   | Стадіо Сан-Паоло  | Стадіо Комунале   |
| Місткість: 86,500 | Місткість: 72,800 | Місткість: 47,000 |
|                   |                   |                   |

## Арбітри
| Країна    | Рефері           |
| --------- | ---------------- |
| Швейцарія | Готфрід Дінст    |
| Іспанія   | Хосе Марія Ортіс |
| ФРН       | Курт Ченшер      |
| Угорщина  | Іштван Жолт      |

## Матчі
|  | Півфінали                       | Півфінали                       |       |                                  | Фінал                                | Фінал |  |
|  |                                 |                                 |       |                                  |                                      |       |  |
|  | 5 червня – Неаполь (Сан-Паоло)  |                                 |       |                                  |                                      |       |  |
|  | СРСР                            | 0                               |       |                                  |                                      |       |  |
|  | Італія (монета)                 | 0                               |       |                                  |                                      |       |  |
|  |                                 |                                 |       |                                  |                                      |       |  |
|  |                                 |                                 |       |                                  | 8, 10 червня — Рим (Стадіо Олімпіко) |       |  |
|  |                                 |                                 |       |                                  | Італія                               | 2 (1) |  |
|  |                                 | Югославія                       | 0 (1) |                                  |                                      |       |  |
|  |                                 |                                 |       |                                  |                                      |       |  |
|  |                                 |                                 |       |                                  |                                      |       |  |
|  |                                 |                                 |       |                                  | Матч за третє місце                  |       |  |
|  | 5 червня — Флоренція (Комунале) | 5 червня — Флоренція (Комунале) |       | 8 червня — Рим (Стадіо Олімпіко) | 8 червня — Рим (Стадіо Олімпіко)     |       |  |
|  | Англія                          | 0                               |       | Англія                           | 2                                    |       |  |
|  | Югославія                       | 1                               |       |                                  | СРСР                                 | 0     |  |

## Півфінали
| 5 червня 1968 |

| Італія | 0 : 0 | СРСР |
| ------ | ----- | ---- |
|        | Звіт  |      |

| «Сан Паоло» (Неаполь) Глядачів: 75 000 Арбітр: Курт Ченшер (ФРН) |

|                      |                      |  |
|                      |                      |  |
| ВР                   | Діно Дзофф           |  |
| ЗХ                   | Тарчизіо Бурн'їч     |  |
| ЗХ                   | Джачінто Факкетті    |  |
| ЗХ                   | Джанкарло Берчелліно |  |
| ЗХ                   | Ернесто Кастано      |  |
| ПЗ                   | Джорджо Ферріні      |  |
| НП                   | Анджело Доменгіні    |  |
| ПЗ                   | Антоніо Юліано       |  |
| НП                   | Сандро Маццола       |  |
| ПЗ                   | Джанні Рівера        |  |
| НП                   | П'єріно Праті        |  |
| Тренер:              |                      |  |
| Ферруччо Валькареджі |                      |  |

|                |                       |  |
|                |                       |  |
| ВР             | Юрій Пшеничников      |  |
| ЗХ             | Юрій Істомін          |  |
| ЗХ             | Альберт Шестерньов    |  |
| ЗХ             | Валентин Афонін       |  |
| ЗХ             | Володимир Капличний   |  |
| ПЗ             | Геннадій Логофет      |  |
| ПЗ             | Олександр Леньов      |  |
| НП             | Едуард Малофєєв       |  |
| НП             | Анатолій Банішевський |  |
| НП             | Анатолій Бишовець     |  |
| НП             | Геннадій Єврюжихін    |  |
| Тренер:        |                       |  |
| Михайло Якушин |                       |  |

Переможець гри визначався жеребкуванням. До фіналу пройшла збірна Італії.
| 5 червня 1968 |

| Югославія | 1 : 0 | Англія |
| --------- | ----- | ------ |
| Джаїч 87' | Звіт  |        |

| «Комунале» (Флоренція) Глядачів: 21 834 Арбітр: Хосе Марія Ортіс (Іспанія) |

|             |                   |  |
|             |                   |  |
| ВР          | Ілія Пантелич     |  |
| ЗХ          | Мірсад Фазлагич   |  |
| ЗХ          | Мілан Дам'янович  |  |
| ПЗ          | Мирослав Павлович |  |
| ЗХ          | Благоє Паунович   |  |
| ЗХ          | Драган Гольцер    |  |
| ПЗ          | Ілія Петкович     |  |
| НП          | Івиця Осім        |  |
| НП          | Вахідін Мусемич   |  |
| ПЗ          | Добривоє Тривич   |  |
| НП          | Драган Джаїч      |  |
| Тренер:     |                   |  |
| Райко Митич |                   |  |

|            |                |     |
|            |                |     |
| ВР         | Гордон Бенкс   |     |
| ЗХ         | Кіт Ньютон     |     |
| ЗХ         | Рей Вілсон     |     |
| ЗХ         | Браян Лебоун   |     |
| ЗХ         | Боббі Мур      |     |
| ПЗ         | Алан Маллері   | 90' |
| НП         | Мартін Пітерс  |     |
| ПЗ         | Алан Болл      |     |
| ПЗ         | Боббі Чарльтон |     |
| НП         | Роджер Гант    |     |
| НП         | Норман Гантер  |     |
| Тренер:    |                |     |
| Альф Ремзі |                |     |

## Матч за третє місце
| 8 червня 1968 |

| Англія                 | 2 : 0 | СРСР |
| ---------------------- | ----- | ---- |
| Чарльтон 39' Герст 63' | Звіт  |      |

| «Олімпіко» (Рим) Глядачів: 68 817 Арбітр: Іштван Жолт (Угорщина) |

|            |                |  |
|            |                |  |
| ВР         | Гордон Бенкс   |  |
| ЗХ         | Томмі Райт     |  |
| ЗХ         | Рей Вілсон     |  |
| ЗХ         | Браян Лебоун   |  |
| ЗХ         | Боббі Мур      |  |
| ПЗ         | Ноббі Стайлс   |  |
| ПЗ         | Джефф Герст    |  |
| ПЗ         | Боббі Чарльтон |  |
| НП         | Роджер Гант    |  |
| НП         | Норман Гантер  |  |
| НП         | Мартін Пітерс  |  |
| Тренер:    |                |  |
| Альф Ремзі |                |  |

|                |                       |  |
|                |                       |  |
| ВР             | Юрій Пшеничников      |  |
| ЗХ             | Юрій Істомін          |  |
| ЗХ             | Альберт Шестерньов    |  |
| ЗХ             | Валентин Афонін       |  |
| ЗХ             | Володимир Капличний   |  |
| ПЗ             | Геннадій Логофет      |  |
| ПЗ             | Олександр Леньов      |  |
| НП             | Едуард Малофєєв       |  |
| НП             | Анатолій Банішевський |  |
| НП             | Анатолій Бишовець     |  |
| НП             | Геннадій Єврюжихін    |  |
| Тренер:        |                       |  |
| Михайло Якушин |                       |  |

## Фінал
| 8 червня 1968 |

| Італія        | 1 : 1 | Югославія |
| ------------- | ----- | --------- |
| Доменгіні 80' | Звіт  | Джаїч 39' |

| «Олімпіко» (Рим) Глядачів: 68 817 Арбітр: Готтфрід Дінст (Швейцарія) |

|                      |                   |  |
|                      |                   |  |
| ВР                   | Діно Дзофф        |  |
| ЗХ                   | Тарчизіо Бурн'їч  |  |
| ЗХ                   | Джачінто Факкетті |  |
| ЗХ                   | Арістиде Гварнері |  |
| ЗХ                   | Ернесто Кастано   |  |
| ПЗ                   | Джорджо Ферріні   |  |
| НП                   | Анджело Доменгіні |  |
| ПЗ                   | Антоніо Юліано    |  |
| НП                   | П'єтро Анастазі   |  |
| ПЗ                   | Джованні Лодетті  |  |
| НП                   | П'єріно Праті     |  |
| Тренер:              |                   |  |
| Ферруччо Валькареджі |                   |  |

|             |                   |  |
|             |                   |  |
| ВР          | Ілія Пантелич     |  |
| ЗХ          | Мірсад Фазлагич   |  |
| ЗХ          | Мілан Дам'янович  |  |
| ПЗ          | Мирослав Павлович |  |
| ЗХ          | Благоє Паунович   |  |
| ЗХ          | Драган Гольцер    |  |
| ПЗ          | Ілія Петкович     |  |
| ПЗ          | Добривоє Тривич   |  |
| ПЗ          | Йован Ачимович    |  |
| НП          | Вахідін Мусемич   |  |
| НП          | Драган Джаїч      |  |
| Тренер:     |                   |  |
| Райко Мітич |                   |  |

| 10 червня 1968 |

| Італія                | 2 : 0 | Югославія |
| --------------------- | ----- | --------- |
| Ріва 12' Анастазі 31' | Звіт  |           |

| «Олімпіко» (Рим) Глядачів: 32 886 Арбітр: Хосе Марія Ортіс (Іспанія) |

|                      |                    |  |
|                      |                    |  |
| ВР                   | Діно Дзофф         |  |
| ЗХ                   | Тарчизіо Бурн'їч   |  |
| ЗХ                   | Джачінто Факкетті  |  |
| ЗХ                   | Арістиде Гварнері  |  |
| ЗХ                   | Роберто Розато     |  |
| ПЗ                   | Сандро Сальвадоре  |  |
| НП                   | Анджело Доменгіні  |  |
| ПЗ                   | Сандро Маццола     |  |
| НП                   | П'єтро Анастазі    |  |
| ПЗ                   | Джанкарло Де Сісті |  |
| НП                   | Луїджі Ріва        |  |
| Тренер:              |                    |  |
| Ферруччо Валькареджі |                    |  |

|             |                   |  |
|             |                   |  |
| ВР          | Ілія Пантелич     |  |
| ЗХ          | Мірсад Фазлагич   |  |
| ЗХ          | Мілан Дам'янович  |  |
| ПЗ          | Мирослав Павлович |  |
| ЗХ          | Благоє Паунович   |  |
| ЗХ          | Драган Гольцер    |  |
| НП          | Ідріз Гошич       |  |
| ПЗ          | Добривоє Тривич   |  |
| ПЗ          | Йован Ачимович    |  |
| НП          | Вахідін Мусемич   |  |
| НП          | Драган Джаїч      |  |
| Тренер:     |                   |  |
| Райко Митич |                   |  |

| Переможець Євро 1968 |
| -------------------- |
| Італія               |
| Італія Вперше        |

## Статистика

### Бомбардири
2 голи
- Драган Джаїч

1 гол
- Луїджі Ріва
- Анджело Доменгіні
- П'єтро Анастазі
- Джефф Герст
- Боббі Чарльтон

### Збірна турніру
Збірна турніру за версією УЄФА
| Воротар    | Захисники          | Півзахсиники      | Нападники    |
| Діно Дзофф | Мірсад Фазлагич    | Івиця Осим        | Джефф Герст  |
|            | Джачінто Факкетті  | Сандро Маццола    | Луїджі Ріва  |
|            | Альберт Шестерньов | Анджело Доменгіні | Драган Джаїч |
|            | Боббі Мур          |                   |              |